# Andrey Zeits
Andrey Zeits (Pavlodarskaya, 14 de dezembro de 1986) é um ciclista profissional cazaque. É profissional desde 2008, estreia com a equipa Astana.
Seu principal lucro como profissional é a medalha de prata no campeonato cazaque de contrarrelógio de 2008.

## Palmarés
2008
- 2º no Campeonato do Cazaquistão Contrarrelógio

2009
- 3º no Campeonato do Cazaquistão Contrarrelógio

2015
- 1 etapa do Tour de Hainan

2018
- 3º no Campeonato do Cazaquistão Contrarrelógio

## Resultados nas Grandes Voltas e Campeonatos do Mundo
| Carreira               | 2008 | 2009 | 2010 | 2011 | 2012 | 2013 | 2014 | 2015 | 2016 | 2017 | 2018 | 2019 |
| ---------------------- | ---- | ---- | ---- | ---- | ---- | ---- | ---- | ---- | ---- | ---- | ---- | ---- |
| Giro d'Italia          | -    | 31º  | -    | -    | 85º  | 105º | 102º | 59º  | 33º  | 63º  | 67º  | 26º  |
| Tour de France         | -    | -    | -    | 43º  | -    | -    | -    | -    | -    | 44º  | -    | -    |
| Volta a Espanha        | -    | -    | 103º | -    | 52º  | 81º  | 50º  | 68º  | 31º  | -    | 52º  | -    |
| Mundial em Estrada     | -    | -    | -    | -    | -    | Ab.  | 88º  | -    | -    | -    | 22º  | -    |
| Mundial Contrarrelógio | 47º  | -    | 34º  | -    | -    | -    | -    | -    | -    | -    | -    | -    |

-: não participa

Ab.: abandono

## Equipas
- Astana (2008-2019)
- Mitchelton-Scott[1] (2020-)